# Cyklonen Mora
Cyklonen Mora är en cyklon, en tropisk storm, som i månadsskiftet maj/juni 2017 drog över Bangladesh. Enligt Al-Jazeera har cyklonen orsakat minst sju människors död och hundratusentals människor har tvingats att evakuera sina hem och fly till säkrare områden. Däribland befolkningen på öarna Saint Martin och Teknāf i kustområdet i distriktet Cox's Bazar, där officiella källor enligt Al-Jazeera uppskattat antalet evakuerade till omkring 200 000 personer. Från Chittagong-distriktet har dessutom omkring 150 000 evakuerats.